# 사쿠라다 요시타카

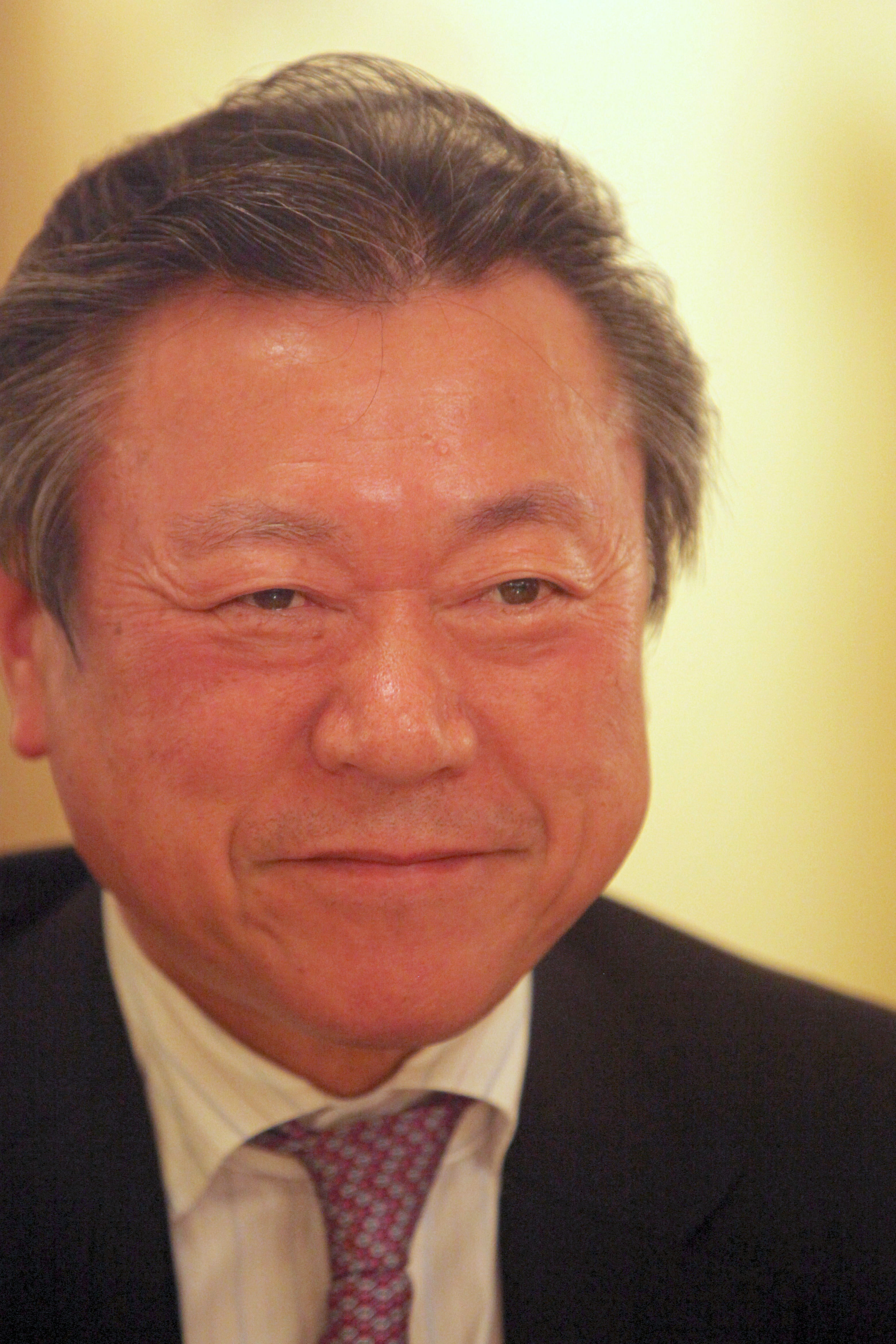

사쿠라다 요시타카(櫻田義孝, 1949년 12월 20일~)는 일본의 정치인, 기업인이다. 자유민주당 7선 의원이다.
지바현에서 태어나 메이지 대학 야간 상학과를 졸업했다. 사쿠라다 건설을 창업해 경영하면서 정치 활동을 하였다.
2018년 국회에서 사이버 보안 전략 부본부장을 담당하고 있었으나, 2018년 11월 14일 질의에서 ‘컴퓨터를 (자판을) 쳐본 적이 없다’고 발언한 바 있다.
| 전임 스즈키 슌이치 | 제6대 도쿄 올림픽·패럴림픽 담당 국무대신 2018년 10월 2일 ~ 2019년 4월 10일 | 후임 스즈키 슌이치 |